# Chintara Sukapatana
Chintara Sukapatana (Thai: จินตหรา สุขพัฒน์; * 22. Januar 1965 in Bangkok) ist eine thailändische Schauspielerin.
Bekannt wurde Chintara durch den amerikanischen Spielfilm Good Morning, Vietnam mit Robin Williams, in dem sie die weibliche Hauptrolle, die Vietnamesin Trinh, spielte. Später war sie in verschiedenen thailändischen Filmen zu sehen.
Ihr Name wird gelegentlich auch Jintara Sukapat geschrieben.

## Filmografie (Auswahl)
- 1987: Good Morning, Vietnam
- 1992: Hong 2 Run 44
- 1994: Kalla khrung nueng … muea chao nee (englischer Titel: Once Upon a Time)
- 1994: Amdaeng Muen kab nai Rid
- 2000: Satang
- 2006: Dek hor (englischer Titel: Dorm)